# Леппа Акведук
Леппа-Акведук — акведук у річці Борн поблизу Аккрума.
Будівництво розпочато в 1993 році. Русло Борна змістилося на 300 метрів на північ. Акведук був відкритий для руху по трасі A32 між Херенвеном і Леуварденом 1 жовтня 1996 року. Офіційне відкриття відбулося 3 травня 1997 року міністром транспорту, громадських робіт і водного господарства Аннемарі Йорріцма. Дорога складається з двох смуг для A32, двох аварійних смуг і Боккумер Омвей, паралельної дороги для повільного руху. Висота над головою 4,60 метра.

## Зображення

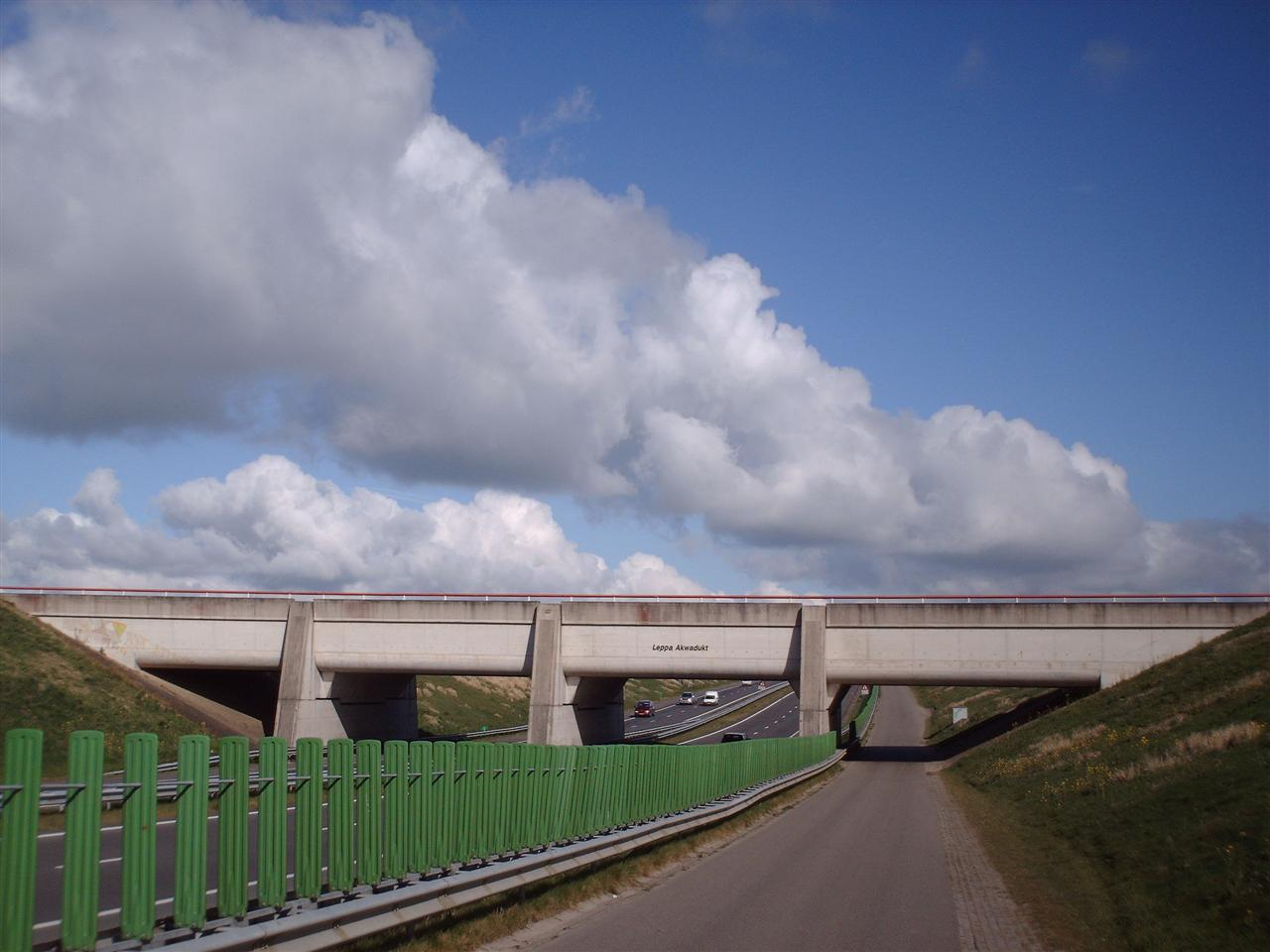
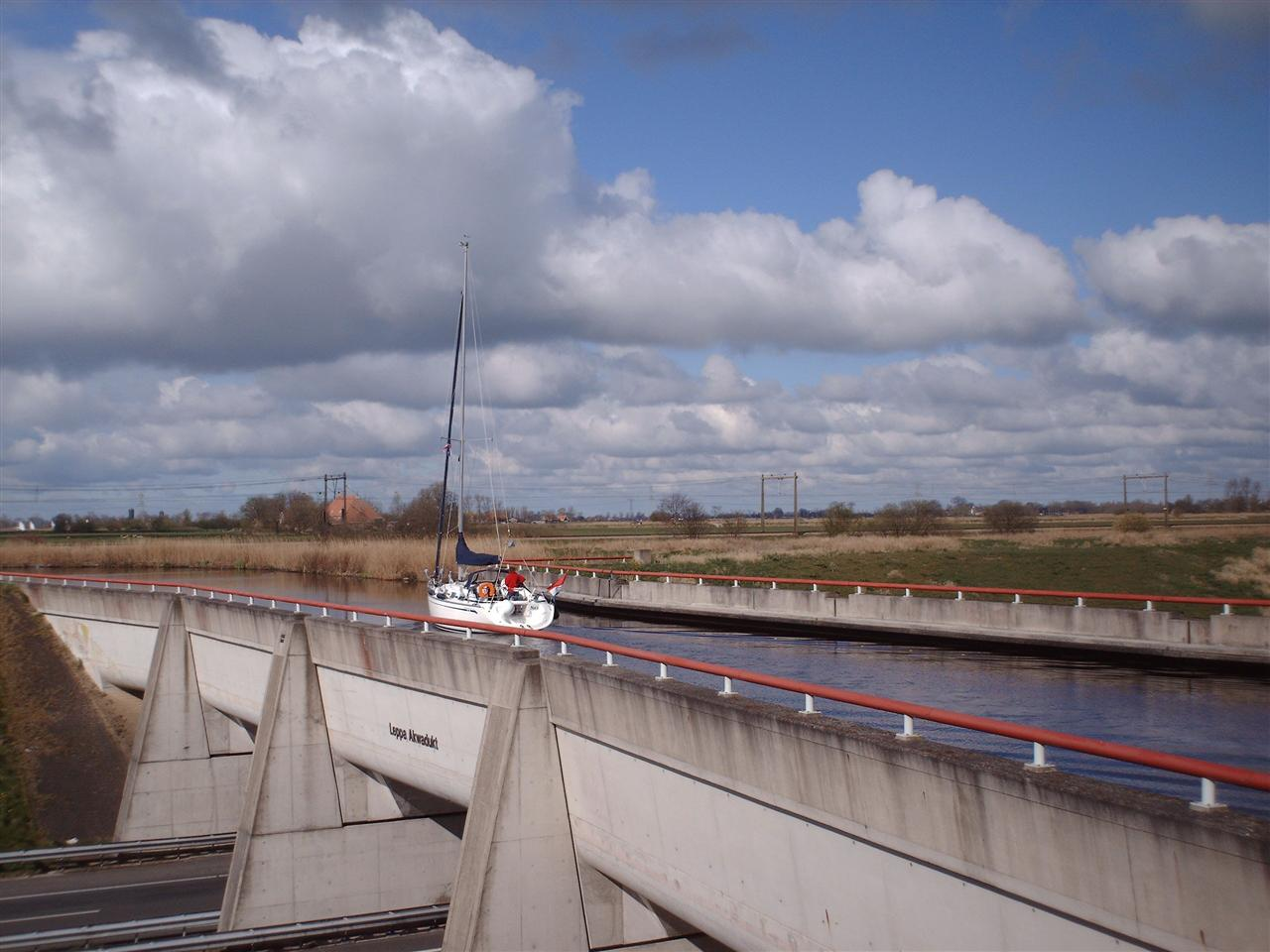